# Novembre 1910

## Événements
- 3 novembre, France : démission du gouvernement d’Aristide Briand qui forme un nouveau gouvernement.

- 5 novembre : accords germano-russes de Potsdam sur la Perse, qui ouvrent une période de négociations : l’Allemagne ne soutiendra pas une politique agressive de l’Autriche-Hongrie dans les Balkans. La Russie ne soutiendra pas une politique anglaise hostile à l’Allemagne. La manœuvre n’aboutit pas.

- 9 novembre : victoire masalit sur le lieutenant-colonel Henri Moll au combat de Doroté (Tchad).

- 14 novembre : le premier décollage d'un avion en mer a eu lieu à titre expérimental à bord du croiseur américain USS Birmingham. C'est le pilote américain Eugene Ely qui a réalisé l'exploit à bord d'un biplan Curtiss 1911 modèle D.

- 15 novembre : le maréchal Hermes Rodrigo da Fonseca est élu président de la République au Brésil. Il pratique une politique de réarmement.

- 20 novembre : début de la révolution mexicaine
  - Réélection de Porfirio Díaz, qui est renversé par Francisco Indalecio Madero et Emiliano Zapata (1879-1919).
  - Madero appelle à la révolution au Mexique. C'est le début de la révolution mexicaine par l'insurrection armée. Au nord, se soulèvent les dirigeants paysans Doroteo Arango, dit Pancho Villa, et Pascual Orozco, tandis qu'au sud, le métis Emiliano Zapata prend la tête de la révolte des communautés indiennes dépossédées.

- 20 novembre (Russie) : mort de Léon Tolstoï. Manifestation lors de ses funérailles.

- 23 novembre : révolte des marins au Brésil.

## Naissances
- 8 novembre : Alcira de la Peña, féministe et communiste argentine († 15 mars 1998).
- 9 novembre : Eugenia Sacerdote de Lustig, oncologue argentine († 27 novembre 2011).
- 13 novembre : Jean-Marcel Jeanneney, ministre d'État du Général de Gaulle († 2010)
- 14 novembre : Silvio Oddi, cardinal italien de la curie romaine († 29 juin 2001).
- 17 novembre : Jacqueline Lamba, peintre française, († 20 juillet 1993)
- 22 novembre : Raymond de Geouffre de la Pradelle, avocat français, († 19 juillet 2002)
- 25 novembre : Maurice Canning Wilks, peintre paysagiste irlandais († 1er février 1984).
- 26 novembre : Jeannette Thorez-Vermeersch, femme politique française († 5 novembre 2001).

## Décès
- 6 novembre : Giuseppe Cesare Abba, 72 ans, écrivain italien (° 6 octobre 1838).
- 20 novembre : Léon Tolstoï, écrivain russe (° 9 septembre 1828).
- 23 novembre : Léon Simon, peintre et dessinateur français (° 14 juin 1836).
- 29 novembre : Étienne-Prosper Berne-Bellecour, peintre, graveur et illustrateur français (° 29 juin 1838).